# 霍克波因特 (密蘇里州)
霍克波因特（英語：Hawk Point）是位於美國密蘇里州林肯縣的城市。

## 人口
根據2020年美國人口普查的數據，霍克波因特的面積為1.08平方千米，皆為陸地。當地共有人口676人，而人口密度為每平方千米626人。